# TECSUP
TECSUP es un centro de estudios superiores de formación tecnológica fundada en Perú, su sede principal se encuentra en la ciudad de Lima.

## Historia
Tecsup fue creado en 1982 por Luis Hochschild Plaut como una asociación privada sin fines de lucro con el apoyo de un grupo de empresarios peruanos preocupados por el desarrollo nacional. En forma progresiva Tecsup ha ido implementando laboratorios e infraestructura principalmente gracias al aporte de empresas privadas nacionales. Ha sido fundamental también la contribución de donantes del exterior con los que se totalizaron donaciones por más de 61.5 millones de dólares.
De igual forma fue especialmente importante la ayuda del estado de Baden Württemberg de Alemania, a través del aporte de equipos, la capacitación de profesores y asesoría de expertos en el diseño de la organización y programas educativos. Asimismo, se recibió asistencia financiera y técnica del Banco Interamericano de Desarrollo, la Agencia Internacional para el Desarrollo de los Estados Unidos de América, la Unión Europa, Canadá, Suecia y el País Vasco de España.
En 1984, Tecsup inició sus actividades educativas en un primer campus construido en la ciudad de Lima para ofrecer formación a través de Carreras Profesionales las cuales tienen como objetivo brindar una formación profesional integral. En 1993 se iniciaron las operaciones en el campus de Tecsup Arequipa, con el objetivo de contribuir a la descentralización del país. A esta segunda sede se sumó en el 2008 la sede de Trujillo para ofrecer carreras orientadas al sector-económico de la región.
Paralelamente a las actividades de formación Tecsup creó los Programas de Extensión profesional, CPE – Cursos y Programas Integrales – y los PEP – Programas de Extensión para Profesionales. A la fecha Tecsup ofrece una variedad de productos y servicios a través de diferentes modalidades destacando Tecsup Virtual que fue ofertado en 1999 y a la fecha cuenta con más de 25,000 inscripciones.
En cada campus se dio posteriormente los Programas de Extensión que ofrecen cursos cortos y programas de especialización e integrales. Los institutos han ido introduciendo progresivamente una variedad de servicios educativos, como son los programas de capacitación de un año en áreas especializadas o los cursos dictados en la misma empresa y cursos por Internet.
“Un país no podría desarrollarse sin elevar su nivel educativo. Tuve la seguridad de que la única forma que había para salir del subdesarrollo era y sigue siendo, impulsar la educación en general y en particular la tecnológica”.

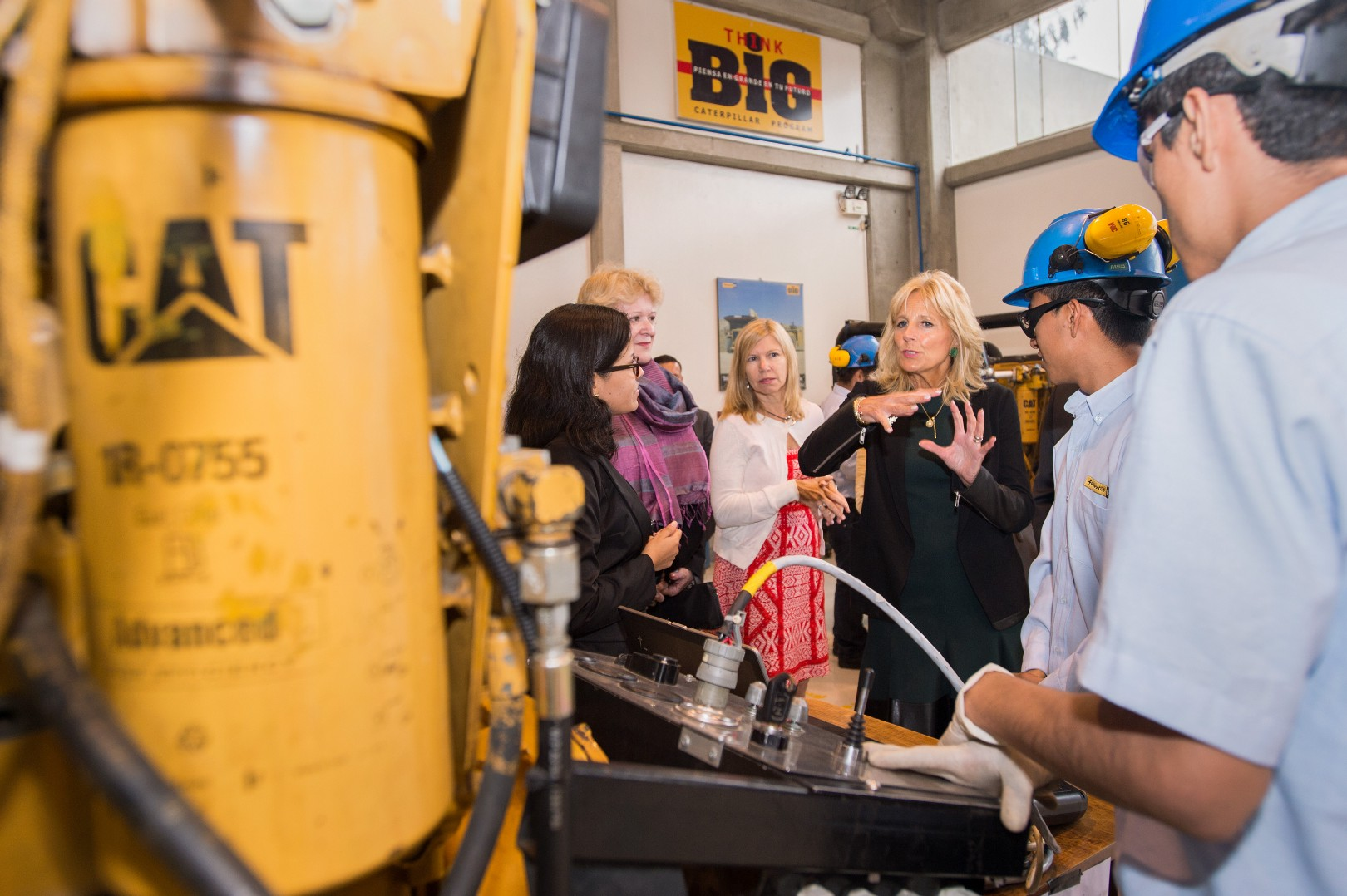

'Luis Hochschild Plaut

## Visión, Misión y Valores

### Visión
Ser una institución de educación superior líder en Latinoamérica, que crece anticipándose a las necesidades de los clientes, reconocida por su excelencia académica y compromiso con sus colaboradores, clientes y estudiantes. 

### Misión
“Desarrollar personas y empresas mediante la formación, capacitación y asesoría en tecnología”. Tecsup es una organización educativa dedicada a formar profesionales en ingeniería y tecnología, en disciplinas para las cuales existe demanda en el mercado laboral. Los egresados reciben un seguimiento permanente y son apoyados en su desarrollo posterior. La capacitación de profesionales a través de capacitación continua está destinada a actualizar, perfeccionar y especializar a personas que buscan desarrollarse dentro de su actividad laboral. El objetivo primordial de Tecsup es dar a sus estudiantes los conocimientos y capacidades para que puedan alcanzar niveles de ingresos satisfactorios o mejorarlos. El énfasis educativo de Tecsup es en la aplicación de la tecnología a la operación y mantenimiento de actividades industriales. La investigación aplicada realizada en Tecsup fortalece tanto la vinculación con las empresas como el dominio de tecnología en muy alto nivel.

### Valores
Tecnología. - “Buscamos continuamente la aplicación práctica de nuevas ideas, conceptos, productos y servicios”. Ética. - “Obramos en todo momento con integridad y en concordancia con lo que decimos”. Calidad. - “Logramos la excelencia mediante la mejora continua, la planificación previa y la realización eficiente de nuestras actividades”. Superación. - “Cada meta que logramos es el inicio de un nuevo reto”. Unión. - “Trabajamos en equipo respetando y aceptando a todos por igual”. Pasión. - Ponemos energía, entusiasmo, alegría y entrega en todas nuestras actividades”.

## Acreditaciones
La formación está orientada hacia los resultados educativos esperados al final de cada carrera y los objetivos educacionales esperados para los egresados. El plan de mejora continua incluye cinco órganos de evaluación que trabajan sobre la base de catorce herramientas de medición definidas para los resultados y objetivos educacionales de cada carrera. Este plan ha sido la base para obtener las acreditaciones de ASIIN (Agencia Alemana de Acreditación de Programas de Ingeniería) y EUR-ACE de ENAEE (Red Europea para la Acreditación de Educación en Ingeniería), así como el reconocimiento de ABET de Estados Unidos de América. A finales de 2010, 6 de los 10 programas que se ofrecen en las sedes de Lima y Arequipa están acreditados.
ABET - Accreditation Board for Engineering and Technology
Agencia de los Estados Unidos que acredita los carreras en Ingeniería y Tecnología. Son más de 80 universidades acreditadas en los Estados Unidos. Tecsup es la primera institución educativa en su tipo en el Perú en recibir el reconocimiento de ABET.
La acreditación ABET es la garantía o aseguramiento que el programa acreditado cumple con los estándares de calidad establecidos para la profesión en la que prepara a sus estudiantes.
ABET acredita programas postsecundarios que otorgan grados y que están dentro de instituciones acreditadas regionalmente en el extranjero, a través del international activities, INTAC, ABET otorga el reconocimiento de “Sustancialmente Equivalente” [1].
Los estándares que los programas deben cumplir para estar acreditados por ABET son establecidos por las mismas profesiones de ABET. Esto es posible por la colaboración de muchas y diferentes sociedades profesionales y técnicas. Estas sociedades y sus miembros trabajan juntos a través de ABET para desarrollar los estándares y ellos proporcionan a los profesionales que evalúan los programas para asegurarse que cumplen con esos estándares.
La acreditación es un decisor para los estudiantes al momento de escoger programas de calidad en las instituciones para sus estudios; permite a los empleadores reclutar graduados bien preparados; proporciona un mecanismo estructurado para evaluar y mejorar la calidad de sus programas.
www.abet.org
Carreras Acreditadas por ABET
Tecsup Arequipa: Mantenimiento de Maquinaria de Planta, Electrotecnia Industrial, Redes y Comunicaciones de Datos.
Tecsup Lima: Procesos Químicos y Metalúrgicos, Mantenimiento de Maquinaria de Planta, Electrotecnia Industrial, Electrónica y Automatización Industrial, Redes y Comunicaciones de Datos.

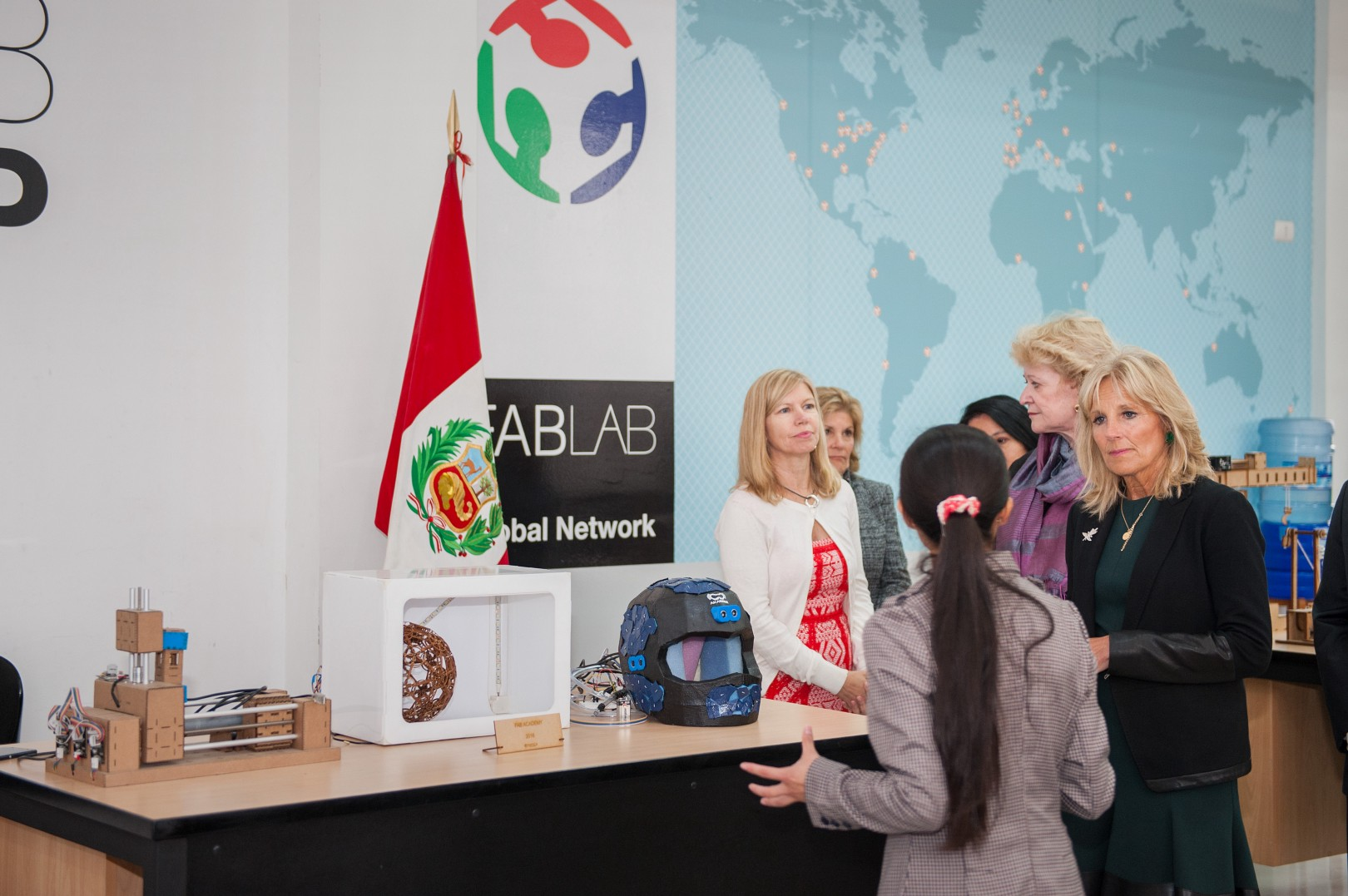

ASIIN – Agencia Alemana que Acredita los Programas de Ingeniería
La Agencia de Acreditación de Programas de Ingeniería en Alemania (ASIIN) ha brindado a las carreras de Tecsup la acreditación como programas de ingeniería más orientados a la práctica y ENAEE reconoce la calidad y el nivel de éstas como equivalentes a las especialidades de ingeniería correspondientes al pregrado en el sistema europeo. Esta última nos otorga el sello EUR-ACE que facilita no sólo la posibilidad de estudiar programas de maestría en Europa sino también la de trabajar en los 13 países miembros (Alemania, Inglaterra, Italia, Francia, Irlanda, Dinamarca, Suiza, Rusia, Portugal, Bélgica, Rumania, Turquía, Austria).
Estas importantes certificaciones permitirán a los egresados de Tecsup ser reconocidos en el sistema universitario europeo como estudiantes de carreras universitarias. De igual forma estas certificaciones internacionales les permitirán a los estudiantes egresados de Tecsup ser aceptados para estudios de maestrías y doctorados, y sobre todo conseguir desarrollarse como profesional de clase mundial. http://www.asiin-ev.de/pages/de/asiin-e.-v.php
Carreras Acreditadas por ASIIN
Tecsup Arequipa:
Mantenimiento de Maquinaria de Planta
Electrotecnia Industrial
Tecsup Lima:
Procesos Químicos y Metalúrgicos
Mantenimiento de Maquinaria de Planta
Mantenimiento de Maquinaria Pesada
Electrotecnia Industrial
Electrónica y Automatización Industrial.

## Convenios y Cooperación Internacional
Para fortalecer las actividades formativas, académicas, y de investigación Tecsup ha suscrito convenios con las siguientes instituciones:
Universidad de Purdue: Convenio de intercambio académico, de investigación y trabajo colaborativo.
Universidad Cayetano Heredia: Convenio suscrito en 1999 que ofrece a los egresados de la Carrera de Procesos Químicos y Metalúrgicos de Tecsup la posibilidad de obtener el Bachillerato en Química en 3 años de estudios adicionales.
Universidad Antonio Ruiz de Montoya: Convenio suscrito en octubre de 2010 que ofrece a todos los egresados de Tecsup –carreras de Lima y Arequipa- la posibilidad de obtener el Título de Ingeniero Industrial en dos años y medio de estudios.
Universidad Politécnica de Madrid: Convenio para ofrecer Cursos, Programas y Maestrías a través de internet www.cepade.es
Escuela Politécnica (Facultad de Ingeniería) de la Universidad de Sao Paulo: La Escuela Politécnica (Facultad de Ingeniería) de la Universidad de São Paulo, considerada la número 1 en el ranking de universidades de Latinoamérica ha firmado un acuerdo de Cooperación con la a través de este convenio se desarrollarán diversas actividades que incluyen el intercambio de estudiantes y profesores, así como el desarrollo de proyectos conjuntos de investigación aplicada, entre otras.
Escuela de Agricultura de la Región Tropical Húmeda: A través de este acuerdo la Escuela de Agricultura de la Región Tropical Húmeda y Tecsup colaborarán en asesoría de cursos de pre y posgrado. De igual forma este convenio apoyará la ubicación de estudiantes de pasantías entidades, y organizaciones de desarrollo, peruanas, y costarricenses según sea el caso.

## Centro de Innovación, Desarrollo y Emprendimiento en Tecnología
Tecsup es la primera institución de educación superior de Latinoamérica en implementar un Centro especializado en innovación, desarrollo de prototipos y emprendimiento en tecnología afiliado a la red de FAB LAB del MIT. En un cóctel llevado a cabo en sus instalaciones, Tecsup inauguró su Centro de Innovación, Desarrollo y Emprendimiento en Tecnología (Tecsup i+De), el mismo que cuenta con un laboratorio de fabricación personal que utiliza herramientas digitales (FAB LAB). Con esta iniciativa, Tecsup busca promover de manera tangible la innovación en los estudiantes peruanos. “Estamos muy orgullosos de nuestro Centro Tecsup i+De, y de que sea el primero de Latinoamérica afiliado a la red de FAB LAB del MIT.\” especificó Otto Frech director general de Tecsup Lima. Este centro estará a disposición de la comunidad de alumnos, docentes y egresados de Tecsup, así como del público en general y en especial para las empresas. \”La inauguración de Tecsup i+De es la mejor forma de fomentar la innovación y el emprendimiento en tecnología en nuestro país. Hemos construido cerca de 500 m² que han requerido una inversión de más de US 500,000, incluyendo el equipamiento del FAB LAB”, indicó Mario Rivera, Director Ejecutivo de TECSUP. “Un FAB LAB es un espacio en donde cualquier persona puede crear desde un llavero hasta una casa alimentada por energía solar”, señaló Sherry Lassiter, Gerente del Centro de Bits y Átomos del MIT, quien vino como invitada especial desde Boston, E.U.A. para la inauguración. “Los FAB LABS son la Tercera Revolución Industrial y felicito a Tecsup por haber tenido la visión necesaria para promoverla en el Perú”, indicó Peter Troxler, Presidente de la Asociación Internacional de FAB LABS. El Centro de Innovación, Desarrollo y Emprendimiento en Tecnología Tecsup i+De funcionará desde el presente mes de agosto. Para mayor información del Centro https://web.archive.org/web/20130925160020/http://www.tecsup.edu.pe/i+de/

## Fondo Educativo - Becas
Tecsup cuenta con un sistema de pensiones de estudio escalonadas en categorías de pago y otorga subvención en forma de Beca Social que exonera del pago de una porción de la pensión semestral. El monto de la cuota de matrícula deberá ser pagado de acuerdo al cronograma de la misma. La pensión semestral podrá ser pagada hasta en 6 cuotas definidas para el semestre vigente. El pago después de las fechas de vencimiento tiene un recargo por mora. Crédito Educativo Tecsup cuenta con un fondo educativo revolvente que ofrece financiamiento mediante crédito educativo o becas de estudio con el fin de apoyar a aquellos alumnos con vocación y capacidad que, por falta de recursos económicos, no pueden afrontar el costo de la enseñanza. El fondo fue creado en 1985 gracias al aporte inicial del Banco Interamericano de Desarrollo, el cual permitió otorgar los primeros préstamos. Posteriormente, el Fondo ha sido incrementado con nuevos aportes de instituciones internacionales, empresas nacionales y personas naturales. Mediante este programa, los jóvenes pueden tener acceso a créditos que cubren hasta 100% de las pensiones y derechos de matrícula. El pago del crédito se inicia a los seis meses de egresar y se completa en un plazo máximo de seis años. El crédito educativo no genera intereses pero se indexa al costo de reposición de la enseñanza en el momento de la devolución. Este fondo se sostiene permanentemente con la devolución que hacen los egresados, la donación de nuevos aportes y la actualización del valor de las pensiones. Los egresados que se benefician con este apoyo asumen un compromiso moral de devolver el crédito al saber que otros jóvenes recibirán el mismo apoyo. Ello permite, junto con el alto índice de empleo de nuestros egresados, que exista un nivel de recuperación de los créditos de 95%. El Fondo Educativo permite otorgar créditos que van desde un 25 hasta un 100%. El requisito para acceder al crédito educativo es ingresar a Tecsup, tener 22 años y presentar dos garantes. Becas: Los alumnos con buen rendimiento y que requieren apoyo económico pueden acceder a becas completas o semi becas otorgadas por instituciones internacionales y empresas privadas entre las cuales podemos mencionar: El Gobierno Belga, Aceros Arequipa, Grupo Hochschild, la Comunidad Europea, Repsol YPF.

## Infraestructura
Tecsup cuenta con tres campus, 100 talleres y laboratorios especializados y un patrimonio de 175 millones de nuevos soles (US$ 61.5 millones, aproximadamente). El campus de Lima tiene un terreno de 80,000 m², de los cuales 14,306 m² representan el área construida y 59 talleres y laboratorios. Por su parte, el campus de Arequipa cuenta con un terreno de 40,000 m² y 26 talleres y laboratorios similares a los del campus de Lima. El campus de Trujillo se inauguró en 2008 y cuenta con un área de 100,000 m², de las cuales el 60% está destinado al campo agrícola, necesario para el dictado de la carrera de Tecnología Agrícola. Este campus cuenta con 15 talleres y laboratorios.